# Moraria bureschi
Moraria bureschi is een eenoogkreeftjessoort uit de familie van de Canthocamptidae. De wetenschappelijke naam van de soort is voor het eerst geldig gepubliceerd in 1976 door Basamakov & Apostolov.